# Aschbergschanze

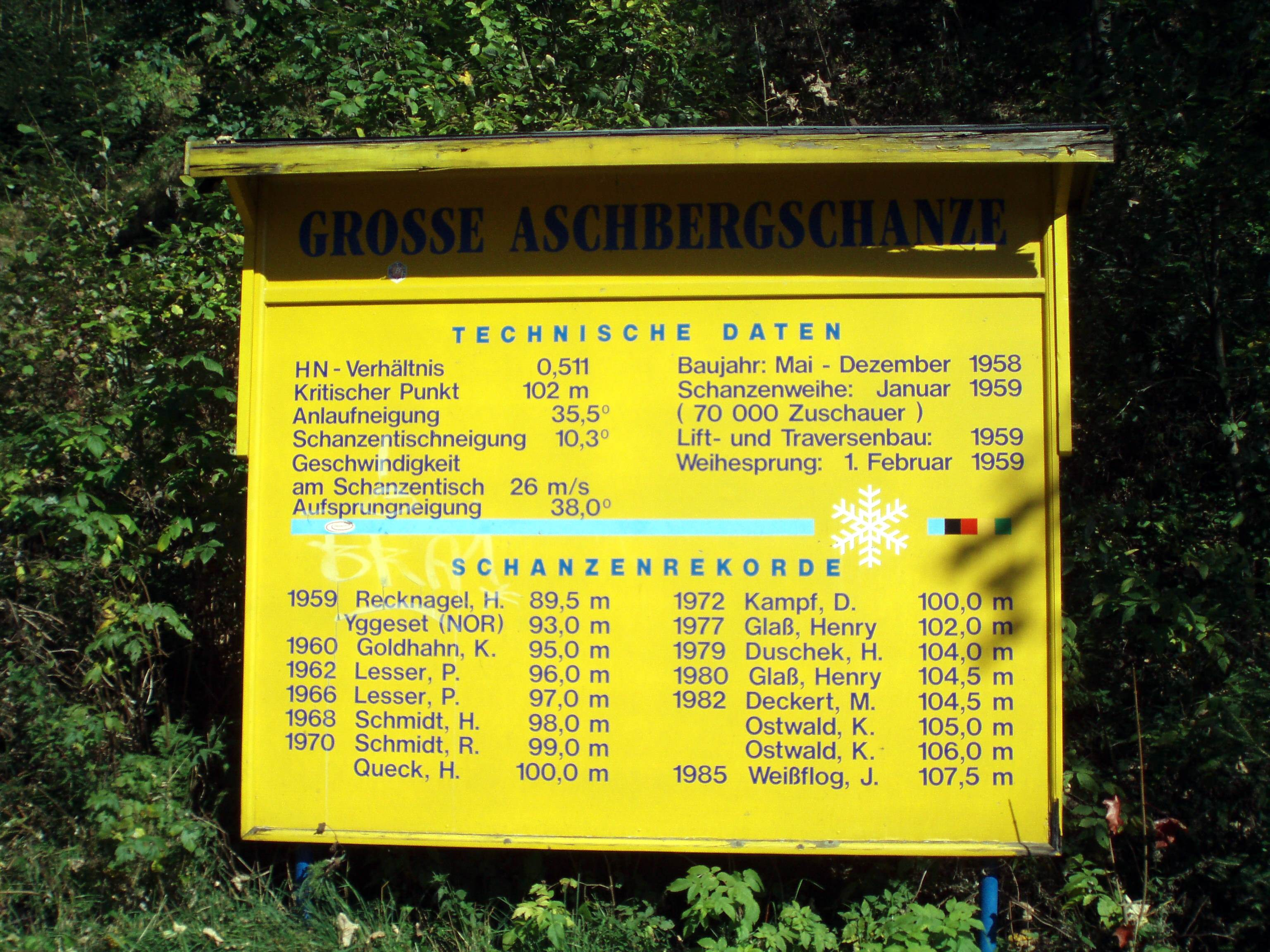
Tafel an der Aschbergschanze

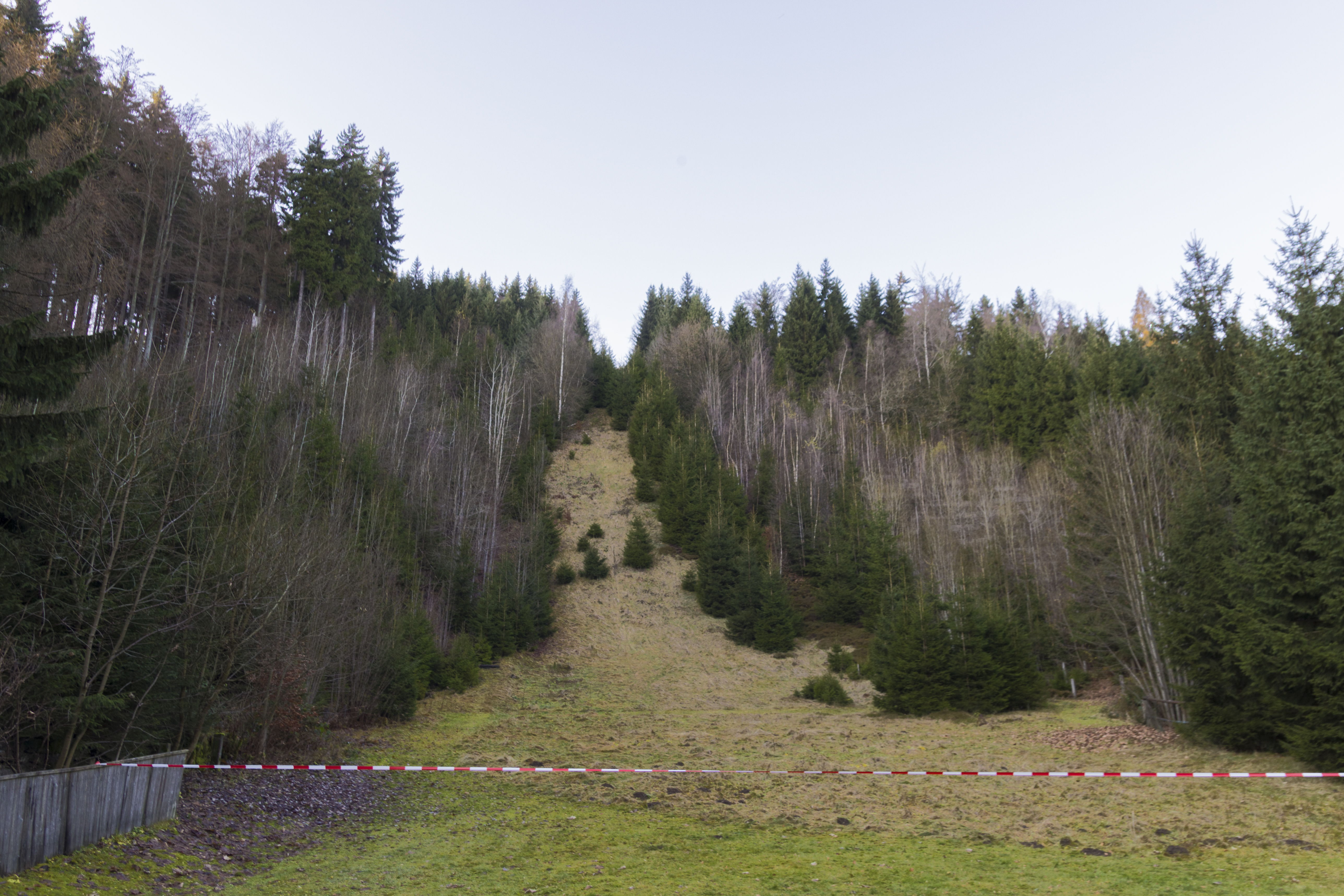
Im Jahr 2016 wurde dann auch der Turm der Aschbergschanze abgerissen.

Die Große Aschbergschanze (bei Einheimischen und Sportlern auch als die Asch bekannt) war bis 1990 eine Skisprungschanze in Klingenthal im oberen Vogtland. Am Gegenhang des Auslaufes gab es bis zu vier weitere kleine Aschbergschanzen, deren kleinste als letzte noch bis 2023 genutzt wurde.

## Geschichte
Die Aschbergschanze wurde mit einem K-Punkt von 82,5 Metern zwischen Mai und Dezember 1958 als Heimstätte des SC Dynamo Klingenthal erbaut und am 1. Februar 1959 vor mindestens 45.000 Zuschauern eingeweiht. Der Weihesprung durch Harry Glaß missglückte jedoch. Er landete bei 55 Metern und stürzte aufgrund des starken Schneefalls.
Zur Schanzenanlage gehörte auch ein Sessellift für Springer und Zuschauer.
Auf der Großen Aschbergschanze gab es zahlreiche nationale Wettkämpfe, unter anderem 14 DDR-Meisterschaften. 1984 erfolgten bauliche Veränderungen im Radius, sodass sich der K-Punkt auf 102 Meter verschob. 1985 stellte Jens Weißflog den letzten gültigen Schanzenrekord mit 107,5 Metern auf und 1986 gab es auch einen einzigen internationalen Weltcup-Wettkampf. Diesen gewann vor 32.000 Zuschauenden der Finne Matti Nykänen vor Primož Ulaga (Jugoslawien) und Waleri Karetnikow aus der Sowjetunion.
Wegen Baufälligkeit wurden Teile des Anlaufes der Großen Aschbergschanze 1990 abgerissen. Ursprünglich sollte der Turm stehen bleiben, rekonstruiert und mit einem neuen, modern profilierten Anlauf versehen werden. Es war auch geplant, den Aufsprunghang neu zu profilieren. Durch diese Maßnahmen wäre die Schanze auf HS 120 vergrößert worden. Durch Fehler oder unglückliche Umstände (das wurde abschließend nie aufgeklärt) stürzten bei der Sprengung des Anlaufes Teile von diesem gegen den Turm und beschädigten diesen erheblich, was eine Umsetzung der geplanten Rekonstruktionsarbeiten unmöglich machte. Da ca. drei Monate nach der verunglückten Sprengung im Zuge der deutschen Wiedervereinigung der SC Dynamo Klingenthal seine wirtschaftliche Grundlage verlor (im Gegensatz zu den Armeesportklubs, die in die Trägerschaft der Bundeswehr übergingen, wurden die Clubs der SV Dynamo vom Innenministerium nicht übernommen) und später aufgelöst wurde, waren 1990/91 keine Mittel vorhanden, neue Planungen oder wenigstens Sicherungs- bzw. Pflegearbeiten an der Schanze vorzunehmen. Die Anlage verfiel folglich und verwilderte sehr schnell.
Private Initiativen setzten sich ab 1993 erfolglos für einen Wiederaufbau ein. Erst in den Jahren 2003 bis 2005 wurde mit der neuen Vogtland Arena am nahen Schwarzberg eine neue Großschanze in Klingenthal errichtet. Sie wurde am 27. August 2006 eingeweiht. 
Im Jahr 2016 wurde mit dem Kampfrichterturm das letzte noch vorhandene Bauwerk der Großschanze abgerissen. Das Gelände wurde als Ausgleichsfläche für den Bauplatz der Vogtland Arena in den letzten Jahren schrittweise renaturiert.
Eine erste kleinere Aschbergschanze, die der Kinder- und Jugendarbeit sowie dem Training vorbehalten war, wurde 1970 als K 35 auf dem Gegenhang erbaut. 1998/1999 wurden an deren Stelle zwei Mattenschanzen K 40 und K 25 für die Nachwuchsarbeit komplett neu errichtet. Der VSC Klingenthal ergänzte außerdem 2004 die K 12 und 2006/2007 die K 8. Diese vier Kleinschanzen wurden allesamt zur Nachwuchsförderung und für Jugendspringen genutzt. Nachdem im Laufe des Jahres 2019 durch Unbekannte die K 40 und K 25 weitgehend zerstört wurden, konnte in der Folge nur noch die K 8 zum Training genutzt werden. Diese letzte Sprunganlage wurde bis 2023 stillgelegt, nachdem an den Vogtlandschanzen die vier neuen Kleinschanzen K 10, K 15, K 25 und K 40 für die Jugendarbeit eingeweiht wurden.

## Technische Daten
Die Große Aschbergschanze hatte ein HN-Verhältnis von 0,511, der Kritische Punkt lag zunächst bei 82,5 Metern, seit 1984 bei 102 Metern. Die Anlaufneigung betrug 35,5 Grad, die Schanzentischneigung 10,3 Grad und die Aufsprungneigung 38,0 Grad. Die Geschwindigkeit am Schanzentisch lag bei etwa 26 m/s.

## Schanzenrekorde
- 1959:   89,5 m            (Helmut Recknagel)
- 1959:   93 m    (Torbjørn Yggeseth)
- 1960:   95 m    (Klaus Goldhahn)
- 1962:   96 m    (Peter Lesser)
- 1966:   97 m    (Peter Lesser)
- 1968:   98 m    (Heinz Schmidt)
- 1970:   99 m    (Rainer Schmidt)
- 1970: 100 m               (Horst Queck)
- 1972: 100 m               (Dietrich Kampf)
- 1977: 102 m               (Henry Glaß)
- 1979: 104 m               (Harald Duschek)
- 1980: 104,5 m                       (Henry Glaß)
- 1982: 104,5 m                       (Manfred Deckert)
- 1982. 105 m               (Klaus Ostwald)
- 1982: 106 m               (Klaus Ostwald)
- 1985: 107,5 m                       (Jens Weißflog)